# Bombus czerskii
Bombus czerskii là một loài Hymenoptera trong họ Apidae. Loài này được Skorikov mô tả khoa học năm 1910.